# NGC 2294
إن جي سي 2294 (بالإنجليزية: NGC 2294)‏ التي يرمز لها بالرمز NGC 2294، هي مجرة، في كوكبة التوأمان.

## الاكتشاف
اكتشفت في 22 فبراير 1849، بواسطة ويليام بارسونز.